# 格拉韋爾頓 (印第安納州)
格拉韋爾頓（英語：Gravelton）是位於美國印地安納州埃爾克哈特縣的一個非建制地區。該地的面積和人口皆未知。